# Chrotruda
Chrotruda (wymawiana też jako Rotruda). Urodzona około 690 roku w Austrazji; prawdopodobnie córka świętego Leudwinusa biskupa Trewiru i Willigardy z Bawarii. Poślubiła Karola Młota. Ich dziećmi byli Pepin Krótki i Karloman. Zmarła w 724 roku.